# Giulia Siegel

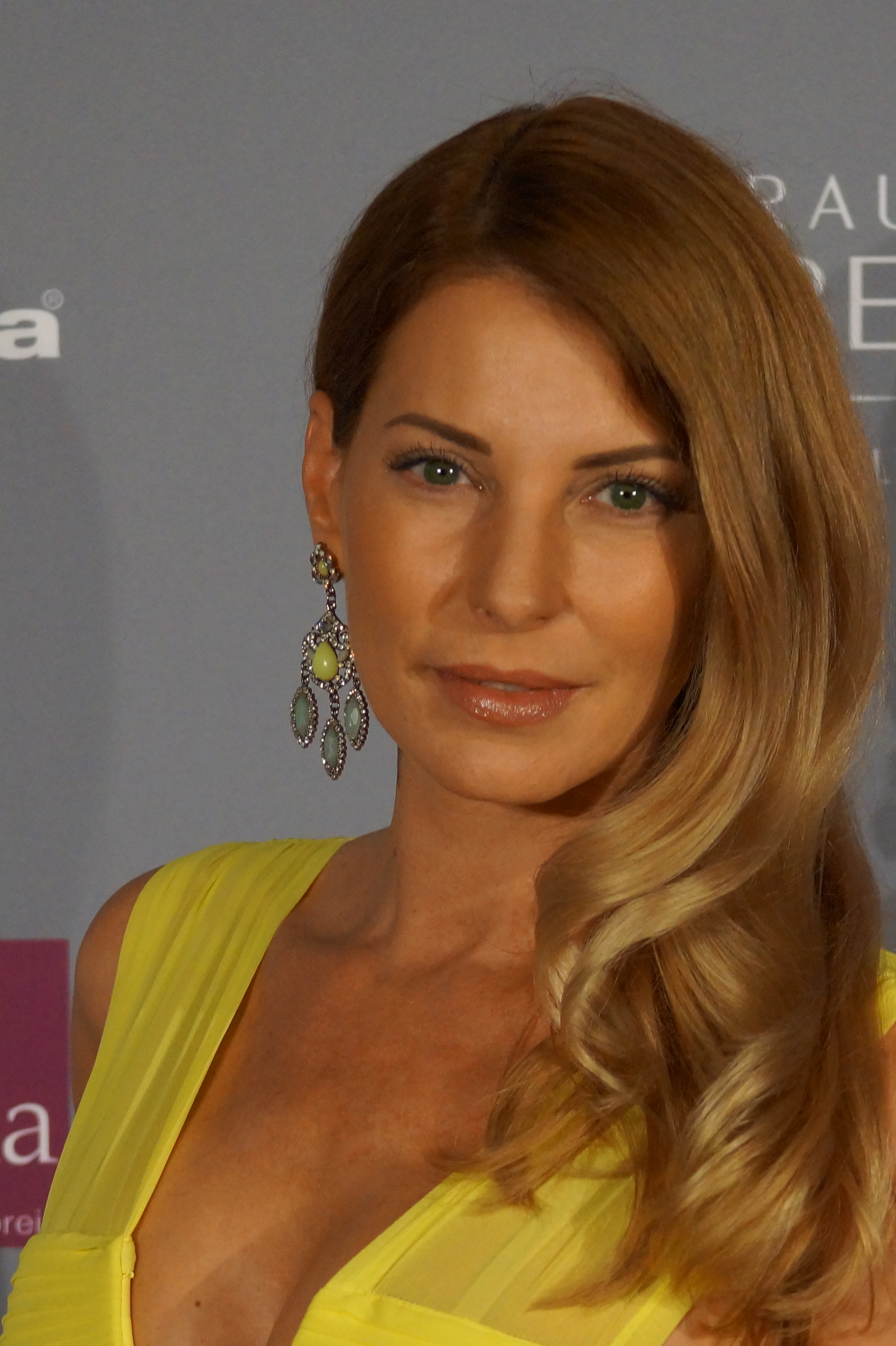
Giulia Siegel beim Gloria – Deutscher Kosmetikpreis, 2015

Giulia Siegel (* 10. November 1974 in München; eigentlich Julia Anna Marina Siegel) ist ein deutsches Model sowie DJ, Fernsehmoderatorin, Schauspielerin und Unternehmerin.

## Leben
Sie ist Tochter des Komponisten und Musikproduzenten Ralph Siegel und dessen erster Ehefrau Dunja. Im Alter von 16 Jahren verließ Siegel die Schule und startete 1991 ihre Karriere als Model unter dem Pseudonym Giulia Legeis, einem Ananym ihres tatsächlichen Nachnamens. Sie lief unter anderem für Armani und Escada über die Laufstege und war auf den Titelblättern von Cosmopolitan, Vogue und Playboy. Ihre Identität gab sie 1995 während einer Talkshow preis.
Ihr erster Sohn wurde 1995 geboren.  Siegel war von 2000 bis 2008 mit dem Unternehmer und Wirtschaftswissenschaftler Hans Wehrmann verheiratet, dem Vater ihrer 2002 geborenen zweieiigen Zwillinge. Seit 2016 ist sie Partnerin des Fernsehkochs Ludwig Heer.

## Mediale Präsenz
Giulia Siegel spielte in Werbespots und wirkte ab 1994 in diversen Fernsehserien wie Marienhof, Klinikum Berlin Mitte – Leben in Bereitschaft, Für alle Fälle Stefanie oder Tatort – Kalte Herzen und mehreren Fernsehfilmen mit.

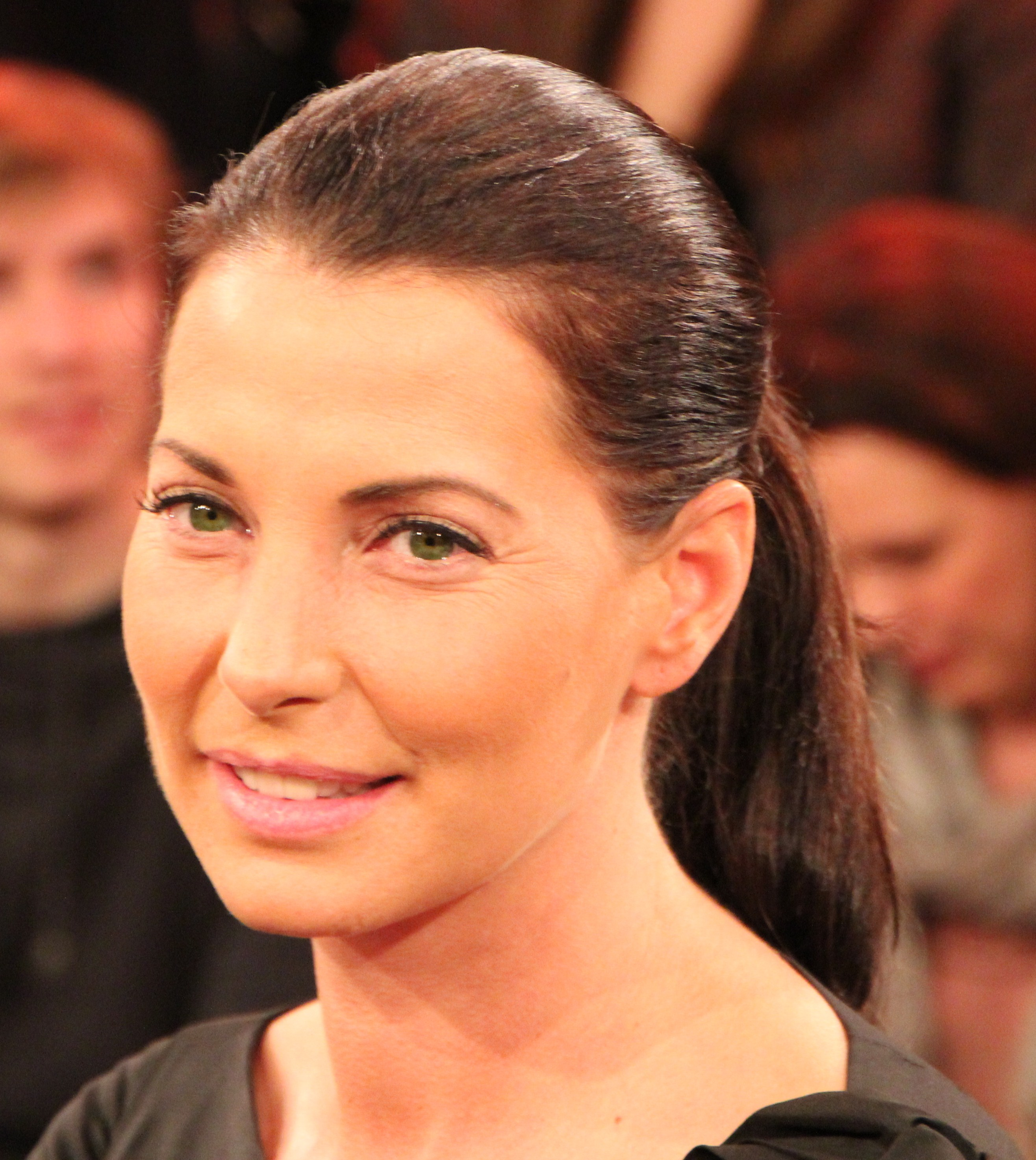
Giulia Siegel bei Markus Lanz, 2011

1999 moderierte sie die Heimvideo-Sendung Schwupps des Fernsehsenders tm3, später Sendungen wie Max TV und Taff Live auf ProSieben sowie Top of the Pops auf RTL.
Im Mai 2004 nahm sie das Angebot von ProSieben an, die Chart Show – powered by McDonald’s als Nachfolgerin von Andreas Türck zu moderieren. Im Januar 2005 wurde die Sendung eingestellt. Im September/Oktober 2007 moderierte sie zusammen mit Claudia Effenberg und Maja von Hohenzollern die Sendung Club der Ex-Frauen. Im Dezember 2007 war sie bei Stars auf Eis zu sehen. Ebenfalls 2007 war sie als Moderatorin zu sehen bei The Dome 43 in Hamburg.
Sie war 2009 Kandidatin in der Reality-TV-Show Ich bin ein Star – Holt mich hier raus!, welche sie vorzeitig wegen Rückenschmerzen verließ.
Im Sommer 2009 strahlte der Sender ProSieben die mehrteilige Doku-Soap Giulia in Love?! aus, in der Siegel einen neuen Partner suchte. Am Ende setzte sich der 29-jährige Gastronom Marcus aus Leipzig durch, eine längerfristige Beziehung kam nicht zustande. In der Presse stieß die konstruiert wirkende Sendung auf viel Kritik. Das Konzept scheiterte, da die Quoten – bis auf das Finale – hinter den Vorgaben zurückblieben.
Neben ihrer Tätigkeit als Schauspielerin und Model ist sie als DJ tätig. 2007 hat sie ihre erste eigene Single Dance! mit dazugehörigem Video bei Kontor Records veröffentlicht. Siegel trat auf Festivals auf, so beim jährlich stattfindenden Discofestival.
Im Jahr 2009 posierte sie für die Februar-Ausgabe des Männermagazins Playboy. Am 11. September 2009 erschien ihr Buch Make her crazy! Was Frauen wirklich wollen. Im April 2010 war Siegel in der italienischen Ausgabe des Playboy zu sehen.
Im Juli 2010 spielte Siegel in der Sat.1-Soap Eine wie keine die Gastrolle der Mariella Freifrau von Weier. 2013 nahm sie zusammen mit Verena Kerth an der Realityshow Der VIP-Bus – Promis auf Pauschalreise teil.
Im April 2016 nahm sie an Die große ProSieben Völkerball Meisterschaft teil. Mit ihrem Partner Ludwig Heer nahm Siegel 2017 an der Sendung Das Sommerhaus der Stars – Kampf der Promipaare teil. Am 25. September 2020 nahm sie an Das große Sat.1 Promiboxen teil und gewann gegen ihre Gegnerin Yvonne König. Ab Oktober 2020 war sie im Format Temptation Island V.I.P zu sehen. Im April 2021 konnte sie das TV-Format Promis unter Palmen für sich entscheiden und so die ausgelobten 100.000 € gewinnen. Am 10. Mai 2021 trat sie bei Die Höhle der Löwen mit ihren Geschäftspartnern auf, um ein Investment für ihr Start-Up GreenBill – einem Anbieter von digitalen Kassenbons – zu erhalten.
Im Jahr 2024 nahm sie an der Show Ich bin ein Star – Showdown der Dschungel-Legenden teil.

## Diskografie
Singles
- 2007: Dance!
- 2008: Want You
- 2009: Higher Giulia Siegel feat. Kamala

## Filmografie
- 1992: Marienhof (Fernsehserie)
- 1995: Harald Schmidt Late Night Show (Sat.1)
- 1995: Late Night Show Thomas Koschwitz
- 1996: After Hours
- 1996: Harald Schmidt Late Night Show
- 1996: Magazin Insider (RTL II)
- 1997: Schwupps TM3
- 1999: Die Singlefalle – Liebesspiele bis in den Tod (Fernsehfilm)
- 1999: Rivalinnen der Liebe (Fernsehfilm)
- 1999: Stefan Raab Show
- 2000: Dr. Stefan Frank – Der Arzt, dem die Frauen vertrauen (Fernsehserie S6/F9 Schmerzende Gedanken)
- 2000: Dr. Stefan Frank – Der Arzt, dem die Frauen vertrauen (Fernsehserie S6/F10 Herzensdinge)
- 2000: Klinikum Berlin Mitte – Leben in Bereitschaft (Fernsehserie, Folge Prüfungen)
- 2000: Tatort: Kalte Herzen (Filmreihe)
- 2000: Für alle Fälle Stefanie (Sat.1)
- 2001: Herzstolpern (Fernsehfilm)
- 2003: Suche impotenten Mann fürs Leben
- 2003: Wer glaubt den Heute noch an Liebe (Fernsehfilm)
- 2004: Mc Donald Chart Show (Pro Sieben)
- 2004: Die Hausbau-Promis-schufften für den Rednose Day (Pro Sieben)
- 2006: SOKO Kitzbühel (Fernsehserie, Folge Nachrichten vom Tod)
- 2006: Promidinner (Vox 1. Platz)
- 2006: Das grosse Prominenten Turnen (ZDF)
- 2007: Der Klub der Ex Frauen (RTL II)
- 2007: Stars auf Eis (Pro Sieben)
- 2007: The Dome (RTL II)
- 2007: Club der Exfrauen (RTL II)
- 2008: Club der Exfrauen (RTL II)
- 2008: Kalkofes Mattscheibe (Fernsehserie, Folge 8x09)
- 2008: Promikoch Arena (VOX)
- 2009: Ich bin ein Star – Holt mich hier raus! (RTL)
- 2009: Promi Dinner (Vox 1. Platz)
- 2009: Giulia in Love
- 2009: Plasberg persönlich (WDR)
- 2010: Eine wie keine (Sat.1)
- 2011: Markus Lanz
- 2012: Eins gegen Eins (Sat.1)
- 2012: Promi  Bundesjugendspiele (Pro Sieben)
- 2013: We love 2013 – Der große red!-Jahresrückblick
- 2013: Der VIP-Bus – Promis auf Pauschalreise (RTL)
- 2014: Promi Kaffeeklatsch Duell
- 2014: Promi Shopping Queen (VOX 4. Platz)
- 2015: Vera bei... (ORF 2)
- 2015: Woidboyz in Town BR
- 2016: Das Kalte Gericht (Spielfilm)
- 2016: Leben (Kurzfilm & Episodenfilm)
- 2016: Promishopping Queen (VOX 1. Platz)
- 2016: Die große ProSieben Völkerball Meisterschaft (Pro Sieben)
- 2017: Schulz & Böhmermann Neo Magazin
- 2017: Das Sommerhaus der Stars – Kampf der Promipaare (RTL)
- 2019: Stars im Spiegel – Sag mir, wie ich bin
- 2019: Stories of the dead
- 2019: Auf ein Bier mit... (Regio TV)
- 2019: Geschichte eine Abends (ARD / NDR)
- 2020: Ranking the Stars (Sat.1)
- 2020: Dr. Esser (WDR)
- 2020: Promi Boxen (Sat.1)
- 2020: Temptation Island VIP (RTL)
- 2021: Die Festspiele der Reality Stars – Wer ist die hellste Kerze? (Sat.1)
- 2021: Promis unter Palmen – Für Geld mache ich alles! (Siegerin) (Sat.1)
- 2021: Temptation Island VIP (RTLplus)
- 2022: Ich bin ein Star – Die Stunde danach (RTL)
- 2022: Ich bin ein Star – Holt mich hier raus! Die große Dschungelparty (RTL)
- 2022: Mein Mann kann (Sat.1)
- 2023: Kampf der Realitystars – Schiffbruch am Traumstrand (RTL II)
- 2023: Promi Big Brother – Die Late Night Show (Sat.1)
- 2024: The 50 (Prime Video)
- 2024: Ich bin ein Star – Showdown der Dschungel-Legenden (RTL)
- 2024: Dirty Words (SIXX, Joyn)
- 2024: Chris du das hin?
- 2025: Eltons 12 (RTL)
- 2025: The Summit (Prime Video)

## Publikationen
- Giulia Siegel: Engel. Silberschnur, ISBN 978-3-89845-255-7.
- Giulia Siegel: Make her Crazy! Was Frauen wirklich wollen. Marion von Schröder, ISBN 978-3-547-71161-5.